# Моррис, Крис (баскетболист)
Кристофер Вернард Моррис (англ. Christopher Vernard Morris, род. 20 января 1966 года) — американский профессиональный баскетболист, выступавший 11 сезонов в Национальной баскетбольной ассоциации за клубы «Нью-Джерси Нетс», «Юта Джаз» и «Финикс Санз». Кроме того, он также играл в Европе за «Олимпиакос», на Филиппинах, в Венесуэле и небольших клубах США. На студенческом уровне выступал за баскетбольную команду Обернского университета «Оберн Тайгерс».

## Выступление за университет
Моррис выступал за баскетбольную команду Обернского университета «Оберн Тайгерс» с 1984 по 1988 год. Во время его выступлений команда дважды становилась чемпионом Юго-Восточной конференции в 1984 и 1988 годах. Сам Моррис в 1987 и 1988 годах включался в первую сборную конференции.

## Профессиональная карьера

### НБА
Моррис был выбран на драфте НБА 1988 года в первом раунде под общим четвёртым номером клубом «Нью-Джерси Нетс». В своём дебютном сезоне он принял участие в конкурсе по броскам сверху, в котором занял последнее восьмое место.
2 марта 1993 года во время игры против «Чикаго Буллз» он разбил баскетбольный щит .
В 1995 году он перешёл в «Юту Джаз», в составе которой дважды участвовал в финалах НБА в 1997 и 1998 годах. По окончании локаута НБА в сезоне 1998/99 Моррис подписал контракт с «Финикс Санз».

### Международная
После 11 сезонов в НБА Моррис перешёл в греческий клуб «Олимпиакос», где выступал с 1999 по 2001 год, когда из-за травмы клуб отчислил его из своего состава. Конец 2001 года Крис провёл в «Гарлем Глобтроттерс», а в 2002 году подписал контракт с клубом АБА «Саутерн Калифорния Сёрф». Позже он выступал за филиппинский клуб «Саутерн Калифорния Сёрф» и венесуэльский «Гейторс дел Зулиа».

## Суд с «Олимпиакосом»
В 2004 году Моррис выиграл суд против «Олимпиакоса», согласно которому баскетбольный клуб должен был выплатить игроку 1,3 млн долларов заработной платы, а также возместить 400 тысяч долларов судебных издержек. В 2009 году, незадолго до приезда «Олимпиакоса» на показательную игру в США, федеральный судья США разрешил американским кредиторам взыскать долги с клуба.

## Статистика

### Статистика в НБА
| Сезон   | Команда    | Регулярный сезон | Регулярный сезон          | Регулярный сезон         | Регулярный сезон         | Регулярный сезон                      | Регулярный сезон                   | Регулярный сезон            | Регулярный сезон           | Регулярный сезон              | Регулярный сезон              | Регулярный сезон         | Серия плей-офф  | Серия плей-офф            | Серия плей-офф           | Серия плей-офф           | Серия плей-офф                        | Серия плей-офф                     | Серия плей-офф              | Серия плей-офф             | Серия плей-офф                | Серия плей-офф                | Серия плей-офф           |
| Сезон   | Команда    | Сыгранные матчи  | Матчи в стартовой пятёрке | Количество минут за игру | Процент попаданий с игры | Процент попадания трёхочковых бросков | Процент попадания штрафных бросков | Количество подборов за игру | Количество передач за игру | Количество перехватов за игру | Количество блок-шотов за игру | Количество очков за игру | Сыгранные матчи | Матчи в стартовой пятёрке | Количество минут за игру | Процент попаданий с игры | Процент попадания трёхочковых бросков | Процент попадания штрафных бросков | Количество подборов за игру | Количество передач за игру | Количество перехватов за игру | Количество блок-шотов за игру | Количество очков за игру |
| ------- | ---------- | ---------------- | ------------------------- | ------------------------ | ------------------------ | ------------------------------------- | ---------------------------------- | --------------------------- | -------------------------- | ----------------------------- | ----------------------------- | ------------------------ | --------------- | ------------------------- | ------------------------ | ------------------------ | ------------------------------------- | ---------------------------------- | --------------------------- | -------------------------- | ----------------------------- | ----------------------------- | ------------------------ |
| 1988/89 | Нью-Джерси | 76               | 48                        | 27,6                     | 45,7                     | 36,6                                  | 71,7                               | 5,2                         | 1,6                        | 1,3                           | 0,8                           | 14,1                     | Не участвовал   | Не участвовал             | Не участвовал            | Не участвовал            | Не участвовал                         | Не участвовал                      | Не участвовал               | Не участвовал              | Не участвовал                 | Не участвовал                 | Не участвовал            |
| 1989/90 | Нью-Джерси | 80               | 76                        | 30,6                     | 42,2                     | 31,6                                  | 72,2                               | 5,3                         | 1,8                        | 1,6                           | 1,0                           | 14,8                     | Не участвовал   | Не участвовал             | Не участвовал            | Не участвовал            | Не участвовал                         | Не участвовал                      | Не участвовал               | Не участвовал              | Не участвовал                 | Не участвовал                 | Не участвовал            |
| 1990/91 | Нью-Джерси | 79               | 68                        | 32,3                     | 42,5                     | 25,1                                  | 73,4                               | 6,6                         | 2,8                        | 1,7                           | 1,2                           | 13,2                     | Не участвовал   | Не участвовал             | Не участвовал            | Не участвовал            | Не участвовал                         | Не участвовал                      | Не участвовал               | Не участвовал              | Не участвовал                 | Не участвовал                 | Не участвовал            |
| 1991/92 | Нью-Джерси | 77               | 74                        | 31,1                     | 47,7                     | 20,0                                  | 71,4                               | 6,4                         | 2,6                        | 1,7                           | 1,1                           | 11,4                     | 4               | 4                         | 33,8                     | 55,2                     | 40,0                                  | 77,8                               | 5,0                         | 1,3                        | 1,8                           | 1,8                           | 18,8                     |
| 1992/93 | Нью-Джерси | 77               | 57                        | 29,9                     | 48,1                     | 22,4                                  | 79,4                               | 5,9                         | 1,4                        | 1,9                           | 0,7                           | 14,1                     | 5               | 4                         | 32,6                     | 55,7                     | 37,5                                  | 91,7                               | 6,4                         | 1,4                        | 1,6                           | 1,2                           | 17,0                     |
| 1993/94 | Нью-Джерси | 50               | 27                        | 27,0                     | 44,7                     | 36,1                                  | 72,0                               | 4,6                         | 1,7                        | 1,1                           | 1,0                           | 10,9                     | 4               | 3                         | 24,5                     | 27,9                     | 15,0                                  | 100,0                              | 5,5                         | 1,8                        | 1,3                           | 1,3                           | 9,3                      |
| 1994/95 | Нью-Джерси | 71               | 49                        | 30,0                     | 41,0                     | 33,4                                  | 72,8                               | 5,7                         | 2,1                        | 1,2                           | 0,7                           | 13,4                     | Не участвовал   | Не участвовал             | Не участвовал            | Не участвовал            | Не участвовал                         | Не участвовал                      | Не участвовал               | Не участвовал              | Не участвовал                 | Не участвовал                 | Не участвовал            |
| 1995/96 | Юта        | 66               | 33                        | 21,6                     | 43,7                     | 32,0                                  | 77,2                               | 3,5                         | 1,2                        | 1,0                           | 0,3                           | 10,5                     | 18              | 13                        | 17,8                     | 42,5                     | 27,0                                  | 75,0                               | 3,9                         | 1,1                        | 0,7                           | 0,4                           | 6,2                      |
| 1996/97 | Юта        | 73               | 1                         | 13,4                     | 40,8                     | 27,4                                  | 72,2                               | 2,2                         | 0,6                        | 0,4                           | 0,3                           | 4,3                      | 20              | 0                         | 8,8                      | 40,0                     | 32,0                                  | 60,0                               | 1,6                         | 0,3                        | 0,4                           | 0,2                           | 2,9                      |
| 1997/98 | Юта        | 54               | 1                         | 10,0                     | 41,1                     | 30,6                                  | 72,1                               | 2,1                         | 0,4                        | 0,5                           | 0,3                           | 4,3                      | 17              | 0                         | 14,1                     | 40,6                     | 30,4                                  | 70,0                               | 2,8                         | 0,6                        | 0,3                           | 0,2                           | 4,5                      |
| 1998/99 | Финикс     | 44               | 2                         | 12,2                     | 43,0                     | 28,6                                  | 87,0                               | 2,8                         | 0,5                        | 0,4                           | 0,3                           | 4,2                      | 1               | 0                         | 10,0                     | 100,0                    | 100,0                                 | 0,0                                | 1,0                         | 0,0                        | 0,0                           | 0,0                           | 5,0                      |
|         | Всего      | 747              | 436                       | 25,1                     | 44,1                     | 30,6                                  | 73,9                               | 4,7                         | 1,6                        | 1,2                           | 0,7                           | 11,0                     | 69              | 24                        | 16,6                     | 44,5                     | 29,5                                  | 75,0                               | 3,2                         | 0,8                        | 0,7                           | 0,5                           | 6,5                      |

### Статистика в NCAA
| Сезон   | Команда | Конференция | Год обучения («FR» — 1 курс, «SO» — 2 курс, «JR» — 3 курс, «SR» — 4 курс) | Сыгранные матчи | Матчи в стартовой пятёрке | Количество минут за игру | Процент попаданий с игры | Процент попадания трёхочковых бросков | Процент попадания штрафных бросков | Количество подборов за игру | Количество передач за игру | Количество перехватов за игру | Количество блок-шотов за игру | Количество очков за игру |
| ------- | ------- | ----------- | ------------------------------------------------------------------------- | --------------- | ------------------------- | ------------------------ | ------------------------ | ------------------------------------- | ---------------------------------- | --------------------------- | -------------------------- | ----------------------------- | ----------------------------- | ------------------------ |
| 1984/85 | Оберн   | SEC         | FR                                                                        | 34              |                           | 30,4                     | 47,7                     |                                       | 62,0                               | 5,0                         | 1,7                        | 1,3                           | 1,3                           | 10,4                     |
| 1985/86 | Оберн   | SEC         | SO                                                                        | 33              | 33                        | 31,0                     | 50,0                     |                                       | 67,0                               | 5,2                         | 1,9                        | 1,5                           | 0,7                           | 9,8                      |
| 1986/87 | Оберн   | SEC         | JR                                                                        | 31              | 31                        | 31,8                     | 55,9                     | 33,3                                  | 71,1                               | 7,3                         | 2,6                        | 1,5                           | 1,1                           | 13,5                     |
| 1987/88 | Оберн   | SEC         | SR                                                                        | 30              |                           | 33,9                     | 48,1                     | 34,0                                  | 79,5                               | 9,8                         | 2,7                        | 1,7                           | 1,3                           | 20,7                     |
| Всего   | Всего   | Всего       | Всего                                                                     | 128             | 64                        | 31,7                     | 50,1                     | 33,9                                  | 71,2                               | 6,7                         | 2,2                        | 1,5                           | 1,1                           | 13,4                     |